# Hemograma

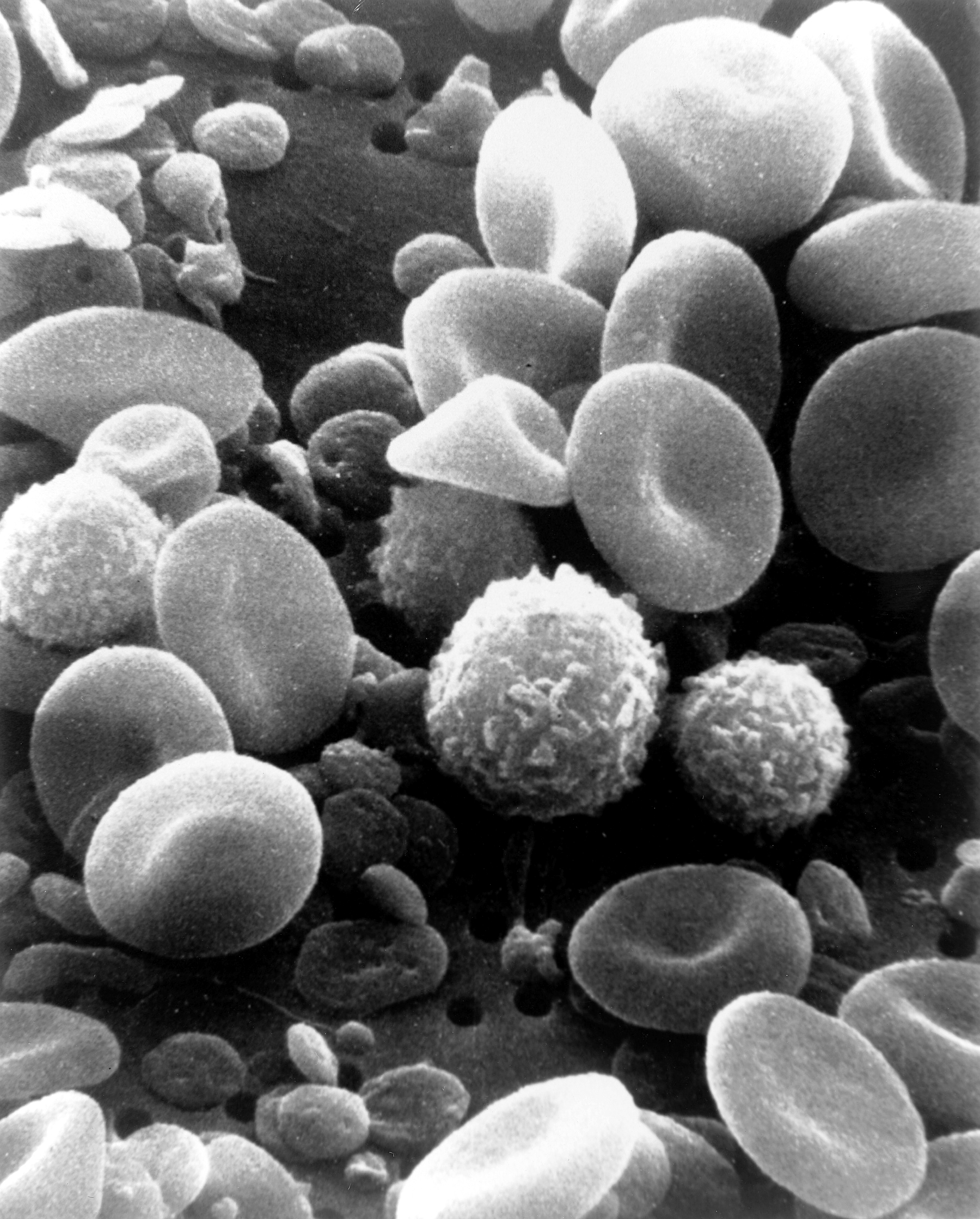
Imagen de sangre al microscopio electrónico. Pueden apreciarse leucocitos, eritrocitos y trombocitos.

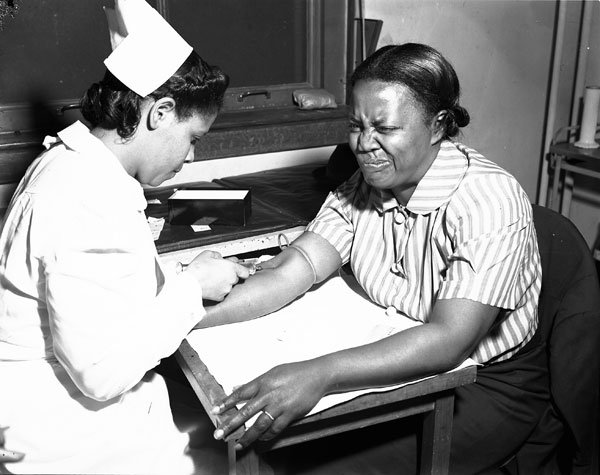
Una enfermera realiza una extracción de sangre por venopunción.

En medicina, el hemograma  (del griego Hemo- (αἷμα) "sangre" y -grama (γράμμα) "descrito, graficado")  (también, Conteo Sanguíneo Completo, CSC, o biometría hemática) es un conjunto de pruebas de laboratorio médico realizadas a la sangre de un ser vivo con el fin de obtener información sobre el número, composición y proporciones de los elementos figurados de la sangre. El hemograma completo es uno de los elementos básicos en el diagnóstico médico de enfermedades y también frecuentemente como control primario de salud.  Los resultados se interpretan comparándolos con rangos de referencia que varían dependiendo del sexo y la edad.  
Otros tipos de análisis de sangre, como son la medición de factores de coagulación sanguíneos, hemoglobina glicosilada, etc., no están incluidos dentro del hemograma.  
Recoge:
- la cantidad de eritrocitos, hematocrito, hemoglobina e índices eritrocitarios,
- el recuento y la fórmula leucocitaria,
- la cantidad de plaquetas (en algunos laboratorios, este valor no se incluye en el hemograma y debe solicitarse aparte).[cita requerida]

## Valores de referencia
Se indican los valores normales en adultos: 
- Eritrocitos o hematíes o glóbulos rojos:
  - Mujeres: 4,0-5,2 millones/mm³
  - Hombres: 4,5-5,8 millones/mm³

- Hematocrito: la proporción entre el volumen de eritrocitos y plasma sanguíneo:
  - Mujeres: 36-46 %
  - Hombres: 41-53 %

- Hemoglobina: NHA
  - Mujeres: 11,5-14,5 g/dL
  - Hombres: 13,5-17,0 g/dL
- Índices eritrocitarios (también, índices hematimétricos o índices corpusculares):
  - Volumen corpuscular medio (VCM): se obtiene dividiendo el hematocrito entre el número de hematíes: 88-100 fL (femtolitros).
  - Hemoglobina corpuscular media (HCM): se obtiene dividiendo el valor de la concentración de hemoglobina entre el número de hematíes: 27-32 pg/cél (picogramos por célula).
  - Concentración de hemoglobina corpuscular media (CHCM): se obtiene dividiendo el valor de la hemoglobina entre el hematocrito: 30-35 g/dL.
- Leucocitos: 4,8-10,5 mil/mm³ (en unidades SI: 4,5-10,5 x 109/L)
  - polimorfonucleares, de los cuales:
    - neutrófilos (50-70 %)
    - eosinófilos (1-4 %)
    - basófilos (<1 %)

  - monomorfonucleares, de los cuales:
    - linfocitos (20-40 %)
    - monocitos (2-8 %)
- Plaquetas: 150 000-400 000/mm³ (en unidades SI: 150-400 x 109/L)
- Reticulocitos: 0,9-5,5 % del valor de los hematíes (en unidades SI: 29-87 x 109/L)

- Plaquetograma
  - Plaquetocrito: porcentaje del volumen de plaquetas sobre el volumen total de sangre (se trata de un dato que tiene poca relevancia);
    - Valores normales: (0,1-0,5 %)

  - Volumen plaquetar medio (VPM o, del inglés, MPV): la media del volumen de las plaquetas.
    - Valores normales: (5,0-15,0 fL)

  - Distribución de volumen (PDW): mide si existen grandes diferencias de tamaño entre unas plaquetas y otras.
    - Valores normales: (12,0-14,0 %)